# Mutien-Marie Wiaux

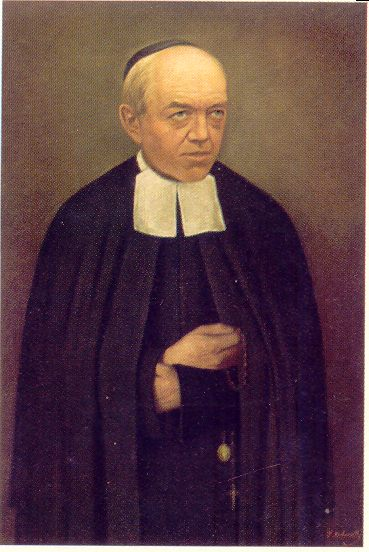
Hl. Mutien-Marie Wiaux

Mutien-Marie Wiaux (* 20. März 1841 in Mellet, Belgien; † 30. Januar 1917 in Malonne, Belgien) war ein belgischer Ordensbruder der Christlichen Schulbrüder und ist ein Heiliger der römisch-katholischen Kirche.

## Leben
Louis-Joseph trat bereits im Alter von 15 Jahren den Christlichen Schulbrüdern des heiligen Jean Baptiste de La Salle bei und nahm den Ordensnamen Mutien-Marie an. Knapp sechs Jahrzehnte unterrichtete er im Kolleg in Malonne, dessen Rettung im Ersten Weltkrieg vor den deutschen Besatzern ihm zugeschrieben wird. Er wurde 1977 selig- und 1989 heiliggesprochen.